# کواک سون یونگ
کواک سون یونگ می (کره‌ای: 곽선영؛ زادهٔ ۱۱ مه ۱۹۸۳) بازیگر اهل کره جنوبی است. او به خاطر ایفای نقش در مجموعه‌های تلویزیونی رویارویی (۲۰۱۸)، وی‌آی‌پی (۲۰۱۹) و پلی‌لیست بیمارستان (۲۰۲۰) شناخته می‌شود.

## فیلم‌شناسی

### مجموعه تلویزیونی
| سال       | عنوان                             | نقش              | توضیحات      | منابع       |
| --------- | --------------------------------- | ---------------- | ------------ | ----------- |
| ۲۰۱۸      | عالیجناب                          | سونگ جی یون      | حضور افتخاری | [ ۲ ]       |
| ۲۰۱۸      | رویارویی                          | جانگ می جین      |              | [ ۳ ]       |
| ۲۰۱۹      | کشور من                           | مادر هان هی جه   | حضور افتخاری | [ ۴ ]       |
| ۲۰۱۹      | وی‌آی‌پی                            | سونگ می نا       |              | [ ۴ ]       |
| ۲۰۲۰      | بار مرموز سانگاب                  | اون سو / سون هوا | حضور افتخاری | [ ۵ ]       |
| ۲۰۲۰–۲۰۲۱ | پلی‌لیست بیمارستان                 | لی ایک سون       | فصل ۱–۲      | [ ۴ ] [ ۵ ] |
| ۲۰۲۱      | بازرس کو                          | نا جه هی         |              | [ ۶ ]       |
| ۲۰۲۱      | درامای ویژه کی‌بی‌اس – کالای معمولی | کیم جه هوا       |              | [ ۷ ] [ ۸ ] |
| ۲۰۲۲      | پشت هر ستاره‌ای                    | چون جه این       |              | [ ۹ ]       |
| ۲۰۲۳      | همکاری مغزها                      | سول سو جونگ      |              | [ ۱۰ ]      |

### مجموعه اینترنتی
| سال  | عنوان | نقش         | منابع  |
| ---- | ----- | ----------- | ------ |
| ۲۰۲۳ | محرک  | هوانگ جی هی | [ ۱۱ ] |